# 派伯敏特·佩蒂
派翠西亞·雷查德（英語：Patricia Reichardt），暱稱派伯敏特·佩蒂（Peppermint Patty），漫畫人物，是漫畫家查爾斯·舒茲從1950年代起連載的漫畫作品《花生漫画》中的重要角色之一。

## 简介
派伯敏特·佩蒂是主角查理·布朗的同级生，不过不同班。
运动少女，个性豪放随和，上课时必打瞌睡，因此常遭老师责骂。但卻又常常半夜失眠，因為睡不著無聊，會打電話打擾其他正在睡覺的同學，瑪西和布朗是最常被打擾的對象。对于运动则极有天分，自己组建棒球队，在球季之间无往不利，与查理·布朗那支只败不胜的球队形成对比。
同时也有从事网球、划艇、榄球、花式溜冰、游泳等运动的记录，皆成绩斐然。
平日的形象是一头乱发，基本上是随意的半长髮。脸大，鼻子大，有雀斑，阳光笑容。习惯穿绿色衬衫和短裤，脚踏破旧涼鞋。
个性直来直去，有话直说，纯粹的户外系。但也有心思细腻的一面，乐意照顾他人，因此颇留得住朋友。

## 人物关系
被查理·布朗那罕见的温顺性格所吸引，暗中颇怀好感，平时对查理·布朗非常照顾，表面上是哥们关系。将查理布朗昵称作“查克”。
与瑪西是死党。虽然一文一武、一动一静，思维方式亦南辕北辙，却相处融洽。基本上是佩蒂负责捧哏/发呆役，玛茜负责吐槽。由于相识时，佩蒂是玛茜的夏令营领队，所以玛茜叫佩蒂作“SIR”。
对史努比的运动能力非常折服，是英雄惜英雄的关系。她一直誤會史努比是一個人，稱他是查理·布朗的大鼻子好友。

## 外部連結
- 史努比官方網站 （页面存档备份，存于）
- 史努比日本官方網站 （页面存档备份，存于）
- 史努比開心世界